# Legge di iniziativa popolare nella Repubblica Italiana
Il popolo esercita l’iniziativa delle leggi, mediante la proposta, da parte di almeno cinquantamila elettori, di un progetto redatto in articoli.»
(Art. 71 Costituzione della Repubblica Italiana
)
La legge di iniziativa popolare è uno strumento legislativo, previsto dalla Costituzione della Repubblica Italiana, che permette ai cittadini di partecipare al processo legislativo del Parlamento: i cittadini facenti parte del corpo elettorale possono, attraverso una raccolta di firme, presentare al Presidente della Camera dei deputati o al Presidente del Senato della Repubblica un progetto di legge redatto in articoli, affinché questo sia poi discusso e votato.
Al pari della petizione e del referendum (consultivo, costituzionale e abrogativo), il disegno di legge popolare è uno degli strumenti mediante il quale il corpo elettorale esercita un potere di democrazia diretta.

## Disciplina normativa
L'istituto è previsto dall'articolo 71, secondo comma, della Costituzione ed è ulteriormente disciplinato dalla legge 25 maggio 1970, n. 352 e successive modificazioni agli articoli 48 e 49. Il decreto-legge 31 dicembre 2020 n° 183, all'articolo 1 comma 17-bis, ha esteso il periodo di validità delle firme raccolte durante il periodo di emergenza da COVID-19.
La legge 30 dicembre 2020, n. 178, all'articolo 1 commi da 341 a 344 ha previsto la creazione di una piattaforma digitale per la raccolta firme per referendum e leggi di iniziativa popolare, da realizzarsi entro il 31 dicembre 2021. Il decreto-legge 31 maggio 2021, n. 77, all'articolo 38-quater ha introdotto la possibilità di  firmare digitalmente, permettendo nel mentre l'uso di piattaforme private per la raccolta firme. Il funzionamento della piattaforma è stato normato dal decreto del Presidente del Consiglio dei ministri del 9 settembre 2022. Il decreto-legge n. 144 del 18 ottobre 2023 ha attribuito la titolarità della piattaforma al Ministero della Giustizia a partire dal 1º gennaio 2024.
L'entrata in opera della piattaforma è stata attestata infine dal DPCM 18 luglio 2024

## Procedura

### Avvio dell'iniziativa
I promotori del progetto di legge di iniziativa popolare (non meno di dieci elettori, muniti di certificato di iscrizione nelle liste elettorali) dichiarano di voler avviare l'iniziativa legislativa (presentando anche il titolo del progetto di legge) presso la cancelleria della Corte suprema di cassazione. Questa stende un verbale di presentazione e fa annunciare l'iniziativa tramite la Gazzetta Ufficiale della Repubblica Italiana.

### Raccolta firme
Devono essere raccolte le firme di almeno 50.000 elettori su fogli appositi:  prestampati su quattro facciate in formato uso bollo che riportano il testo del disegno di legge. I fogli devono essere vidimati (bollati e firmati da un funzionario preposto) presso una segreteria comunale o la cancelleria di un ufficio giudiziario. Gli uffici in seguito riconsegneranno i moduli entro 48 ore dalla presentazione.
Gli elettori possono sottoscrivere la proposta firmandola e indicando nome, cognome, luogo e data di nascita, comune di iscrizione alle liste elettorali (AIRE se residenti all'estero). La raccolta delle firme deve avvenire in presenza di un autenticatore, che può essere uno di questi soggetti, che autentica le firme:
- assessori comunali e provinciali
- cancellieri e collaboratori delle cancellerie delle corti d'appello e dei tribunali
- componenti della conferenza metropolitana
- consiglieri provinciali, metropolitani e comunali che abbiano comunicato la propria disponibilità
- consoli (solo per cittadini residenti all'estero)
- funzionari incaricati dal sindaco e dal presidente della provincia
- giudici di pace
- notai
- presidenti dei consigli comunali e provinciali
- presidenti delle province, sindaci metropolitani
- presidenti e vicepresidenti dei consigli circoscrizionali
- segretari comunali e provinciali
- segretari delle procure della Repubblica
- sindaci

Era stata prevista per il 2021 la realizzazione di una apposita piattaforma digitale per la raccolta firme, poi attivata a luglio 2024. Nel mentre è stato possibile firmare digitalmente su apposite piattaforme private, aventi però un costo per gli organizzatori.
Non vengono considerati validi i fogli di raccolta firme vidimati più di sei mesi prima della presentazione del progetto di legge alla Camera od al Senato. I fogli la cui validità terminerebbe nel periodo di emergenza dovuto all'epidemia da COVID-19 vengono considerati validi fino a sei mesi dopo la fine dello stato di emergenza.

### Certificati elettorali
I fogli di raccolta firme devono essere consegnati assieme ai certificati elettorali degli elettori sottoscrittori. Questi ultimi possono essere trasmessi anche in formato elettronico.

### Presentazione della proposta
Una volta raggiunto il numero di firme necessario, viene consegnato alla Camera dei deputati od al Senato della Repubblica, assieme ad una relazione scritta, che illustra l'oggetto e la finalità della proposta di legge. Spetta poi alla stessa Camera presso cui è presentato il progetto di legge provvedere alla verifica ed al computo delle firme dei richiedenti, al fine di accertare la regolarità della richiesta.

### Discussione
Il Parlamento non ha obbligo di pronunciarsi sulle proposte di iniziativa popolare. Il Regolamento della Camera dei deputati riserva ad esse una parte del tempo disponibile nel calendario dei lavori, mentre dal 2018 il Regolamento del Senato prevede che se una proposta di legge di iniziativa popolare viene deferita ad una Commissione, questa ha un mese di tempo per iniziarne l'esame e tre mesi per terminarlo. Alla scadenza dei termini, la proposta di legge è iscritta d'ufficio nel calendario dei lavori.
Il progetto depositato, a differenza dei progetti di iniziativa parlamentare, non decade al termine della legislatura in corso, ma è valido sino a quella successiva, così che è consentito anche alla successiva legislatura di discuterlo.

## Statistiche
I dati relativi ai progetti di legge di iniziativa popolare nella XIX legislatura della Repubblica Italiana sono disponibili tramite il sito della Camera dei Deputati ed il sito del Senato della Repubblica.

### Legislature precedenti
La tabella che segue è stata realizzata a partire dai dati e dagli atti relativi alle proposte di legge di iniziativa popolare delle precedenti legislature, consultabili nelle banche dati del Senato della Repubblica e sul Portale storico della Camera dei Deputati.
| Legislatura       | Proposte | Non concluse | Respinte | Assorbite | Approvate | Approvate definitivamente | (Assorbite + Approvate) / Proposte |
| ----------------- | -------- | ------------ | -------- | --------- | --------- | ------------------------- | ---------------------------------- |
| XVIII (2018-2022) | 32       | 21           | 2        | 0         | 7         | 2                         | 28,13%                             |
| XVII (2013-2018)  | 46       | 30           | 5        | 4         | 6         | 1                         | 23,91%                             |
| XVI (2008-2013)   | 27       | 25           | 1        | 0         | 1         | 0                         | 3,70%                              |
| XV (2006-2008)    | 20       | 20           | 0        | 0         | 0         | 0                         | 0%                                 |
| XIV (2001-2006)   | 34       | 29           | 1        | 4         | 0         | 0                         | 11,76%                             |
| XIII (1996-2001)  | 33       | 25           | 1        | 2         | 4         | 1                         | 21,21%                             |
| XII (1994-1996)   | 16       | 15           | 0        | 0         | 1         | 0                         | 6.25%                              |
| XI (1992-1994)    | 23       | 18           | 1        | 0         | 4         | 0                         | 17,39%                             |
| X (1987-1992)     | 27       | 19           | 0        | 4         | 3         | 1                         | 29,63%                             |
| IX (1983-1987)    | 26       | 21           | 0        | 3         | 2         | 0                         | 19,23%                             |
| VIII (1979-1983)  | 22       | 18           | 0        | 2         | 1         | 1                         | 18,19%                             |
| VII (1976-1979)   | 10       | 10           | 0        | 0         | 0         | 0                         | 0%                                 |
| VI (1972-1976)    | 9        | 9            | 0        | 0         | 0         | 0                         | 0%                                 |
| V (1968-1972)     | 3        | 3            | 0        | 0         | 0         | 0                         | 0%                                 |
| IV (1963-1968)    | 0        | 0            | 0        | 0         | 0         | 0                         | /                                  |
| III (1958-1963)   | 1        | 0            | 0        | 0         | 0         | 1                         | 100%                               |
| II (1953-1958)    | 0        | 0            | 0        | 0         | 0         | 0                         | /                                  |
| I (1948-1953)     | 0        | 0            | 0        | 0         | 0         | 0                         | /                                  |

### Leggi di iniziativa popolare finora approvate
Secondo un'analisi della fondazione Openpolis, tra il 1979 ed il 2014 sono state presentate 260 proposte alla Camere, ma solo il 43% di queste è arrivato ad essere discusso in commissione parlamentare, e solo l'1,15% è stato approvato in via definitiva. Quest'ultima percentuale può essere confrontata con un'altra analisi della fondazione Openpolis che mostra come nel 2014 su oltre 4.000 proposte di legge presentate da membri del Parlamento Italiano, solo 26 leggi sono state approvate, cioè lo 0,66%.
Le proposte di legge di iniziativa popolare approvate definitivamente e divenute legge (elenco aggiornato al termine della XVIII legislatura) sono:
- Legge 25 novembre 1962, n. 1679, in materia di "Provvedimenti per il credito alla cooperazione"[50]

- Legge 4 maggio 1983, n. 184, in materia di "Disciplina dell'adozione e dell'affidamento dei minori"[51]

- Legge 11 febbraio 1992, n. 157, in materia di "Norme per la protezione della fauna selvatica omeoterma e per il prelievo venatorio"[52]

- Legge 10 febbraio 2000, n. 30, in materia di "Legge-quadro in materia di riordino dei cicli dell'istruzione"[53]

- Legge 6 maggio 2015, n. 52, in materia di "Disposizioni in materia di elezione della Camera dei deputati"[54]

- Legge 26 aprile 2019, n. 36, in materia di "Modifiche al codice penale e altre disposizioni in materia di legittima difesa"[55]

- Legge costituzionale 7 novembre 2022, n. 2, in materia di "Modifica all'articolo 119 della Costituzione, concernente il riconoscimento delle peculiarità delle Isole e il superamento degli svantaggi derivanti dall'insularità"[56]

## Proposte di modifica

### Riforma costituzionale Renzi-Boschi
La Riforma costituzionale Renzi-Boschi, se fosse stata approvata, avrebbe previsto una modifica all'istituto del disegno di legge di iniziativa popolare:
- il numero di firme richiesto sarebbe salito da 50.000 a 150.000
- i regolamenti parlamentari avrebbero dovuto definire tempi, forme e limiti per la discussione e la deliberazione definitiva sulle proposte di legge di iniziativa popolare

## Per le leggi regionali
L'iniziativa popolare esiste anche per le leggi regionali, regolata dallo Statuto regionale ed in alcuni casi da una legge attuativa.
I requisiti per una proposta di legge regionale di iniziativa popolare differiscono a seconda della Regione, in alcune Regioni è inclusa nell'iniziativa popolare anche l'iniziativa degli enti locali. I requisiti al 2022 sono i seguenti.
| Regione        | Possono presentare proposte di iniziativa popolare |
| -------------- | --- |
| Abruzzo        | - Consigli comunali: almeno cinque - Consigli provinciali - Consigli delle Comunità montane: almeno due - Elettori della Regione: con almeno 5.000 sottoscrizioni |
| Basilicata     | - Elettori della Regione: con almeno 4.000 sottoscrizioni |
| Calabria       | - Consigli comunali: o di un capoluogo di provincia o almeno tre Comuni con popolazione complessiva di almeno 10.000 abitanti - Consigli provinciali - Consigli delle Autonomie locali - Elettori della Regione: con almeno 5.000 sottoscrizioni                                                      |
| Campania       | - Consigli comunali: o di un capoluogo di provincia o almeno tre Comuni con popolazione complessiva di almeno 50.000 abitanti - Consigli provinciali - Elettori della Regione: con almeno 10.000 sottoscrizioni                                                                                       |
| Emilia-Romagna | - Consigli comunali: o di un capoluogo di provincia o uno o più con una popolazione complessiva di almeno 50.000 abitanti - Consigli provinciali - Elettori della Regione: con almeno 5.000 sottoscrizioni                                                                                            |
| Lazio          | - Consigli comunali: almeno cinque Comuni con popolazione complessiva di almeno 10.000 abitanti - Consiglio metropolitano della città di Roma - Consigli provinciali - Elettori della Regione: con almeno 10.000 sottoscrizioni                                                                       |
| Liguria        | - Città metropolitane - Consigli comunali: almeno dieci Comuni o uno o più Comuni con popolazione complessiva di almeno 50.000 abitanti - Consiglio delle autonomie locali - Consigli provinciali - Elettori della Regione: con almeno 5.000 sottoscrizioni                                           |
| Lombardia      | - Consigli comunali: se almeno cinque non vi sono requisiti di popolazione, se meno di cinque è richiesta una popolazione complessiva di almeno venticinquemila elettori - Consigli provinciali - Consiglio delle autonomie locali - Elettori della Regione: con almeno 5.000 sottoscrizioni          |
| Marche         | - Consigli comunali: almeno cinque - Consigli provinciali - Elettori della Regione: con almeno 5.000 sottoscrizioni - Organizzazioni regionali confederali dei lavoratori dipendenti e autonomi: con almeno 5.000 sottoscrizioni                                                                      |
| Molise         | - Elettori della Regione: con almeno 2.000 sottoscrizioni |
| Piemonte       | - Consigli comunali: almeno cinque - Consigli provinciali - Elettori della Regione: con almeno 8.000 sottoscrizioni |
| Puglia         | - Consigli comunali: almeno uno se capoluogo di provincia, altrimenti almeno cinque - Consiglio dell'area metropolitana - Consigli provinciali - Elettori della Regione: con almeno 12.000 sottoscrizioni                                                                                             |
| Toscana        | - Consigli comunali: almeno tre - Consigli provinciali - Consiglio della città metropolitana - Consiglio delle autonomie locali - Elettori della Regione: con almeno 5.000 sottoscrizioni |
| Umbria         | - Consigli comunali: almeno cinque Comuni o uno o più Comuni con popolazione complessiva di almeno 10.000 abitanti - Consigli provinciali - Consiglio delle autonomie locali - Elettori della Regione: con almeno 3.000 sottoscrizioni                                                                |
| Veneto         | - Consigli comunali: uno se di capoluogo di provincia o delle città metropolitane, altrimenti o almeno dieci o ad uno o più con popolazione complessiva di almeno 20.000 abitanti - Consigli provinciali - Consiglio delle autonomie locali - Elettori della Regione: con almeno 7.000 sottoscrizioni |

| Regione               | Possono presentare proposte di iniziativa popolare |
| --------------------- | --- |
| Friuli-Venezia Giulia | - Elettori della Regione: con almeno 5.000 sottoscrizioni |
| Sardegna              | - La legge regionale statutaria 10 luglio 2008 n. 1 , che regolava anche l'iniziativa popolare, è stata dichiarata illegittima dalla Corte costituzionale con sentenza 149/2009 |
| Sicilia               | - Consigli comunali: almeno quaranta, rappresentanti almeno il 10% della popolazione regionale - Consigli provinciali: almeno tre - Elettori della Regione: con almeno 10.000 sottoscrizioni |
| Trentino-Alto Adige   | Provincia di Bolzano (L'iniziativa popolare è relativa alle leggi provinciali) - Elettori: con almeno 8.000 sottoscrizioni di aventi diritto al voto per l'elezione del Consiglio provinciale Provincia di Trento (L'iniziativa popolare è relativa alle leggi provinciali) - Elettori: con almeno 2.500 sottoscrizioni di aventi diritto al voto per l'elezione del Consiglio provinciale, numero ridotto a 500 se "la proposta riguardi disposizioni che coinvolgono interessi delle minoranze linguistiche ladine, mochene o cimbre" |
| Valle d'Aosta         | - Elettori: con almeno 1.500 sottoscrizioni |